# Anna Ter-Avetikian
Anna Ter-Avetikian (en arménien : Աննա Տեր-Ավետիքյան, russe : Анна Тер Аветикян), née le 23 avril 1908 à Erevan où elle est morte le 16 janvier 2013, a été la première arménienne à exercer la profession d'architecte. 
Elle a conçu un nombre élevé de bâtiments remarquables à travers le pays et a été primée à de nombreuses reprises pour son travail.

## Biographie

### Débuts
Anna Tigranovna Ter-Avetikian est née le 23 avril 1908 à Erevan, qui à l'époque fait partie du gouvernement d'Erevan de l'Empire russe. Lorsque l'Arménie, sous la domination jusque-là de l'Empire ottoman, est rattachée à la Russie, ses ancêtres obtiennent un titre de noblesse de Nicolas Ier de Russie pour avoir fourni de l'assistance et des secours médicaux aux troupes du général Ivan Paskevitch. Anna Ter-Avetikian est issue d'une famille d'architectes et de réels artisans du développement de la ville. Ils ont écrit l'histoire de la ville à travers leurs nombreuses œuvres parmi lesquelles le premier système d'eau potable d'Erevan, le premier hôpital de la ville, ainsi que d'autres points de repère. Son père, Tigran Ter-Avetikian et son frère, Yervand, ont créé la salle philharmonique d'Erevan, le bâtiment du conseil municipal sur la place Shahumyan, et sont à l'origine de bien d'autres ouvrages.

### Études
Après avoir terminé ses études secondaires, en 1924, Ter-Avetikian s'inscrit à l'université nationale d'architecture et de construction d'Arménie de l'université d'État d'Erevan (UEE) pour étudier l'architecture. En 1926, parallèlement à ses études, elle commence à travailler pour Nikoghayos Buniatian (hy) et Alexandre Tamanian, des architectes notables ayant conçu le plan d'urbanisme de la ville d'Erevan et de plusieurs de ses bâtiments. Son programme, à cette époque, consiste à aller l'école le matin, se perfectionner dans l'atelier de Buniatian pendant l'après-midi et ensuite travailler le soir avec Tamanian. Anna Ter-Avetikian obtient son diplôme en 1930. Peu de temps après, elle épouse un autre architecte, Konstantin Hovhannisian (hy), diplômé de l'UEE qui a également travaillé avec Buniatian et Tamanian.

### Carrière

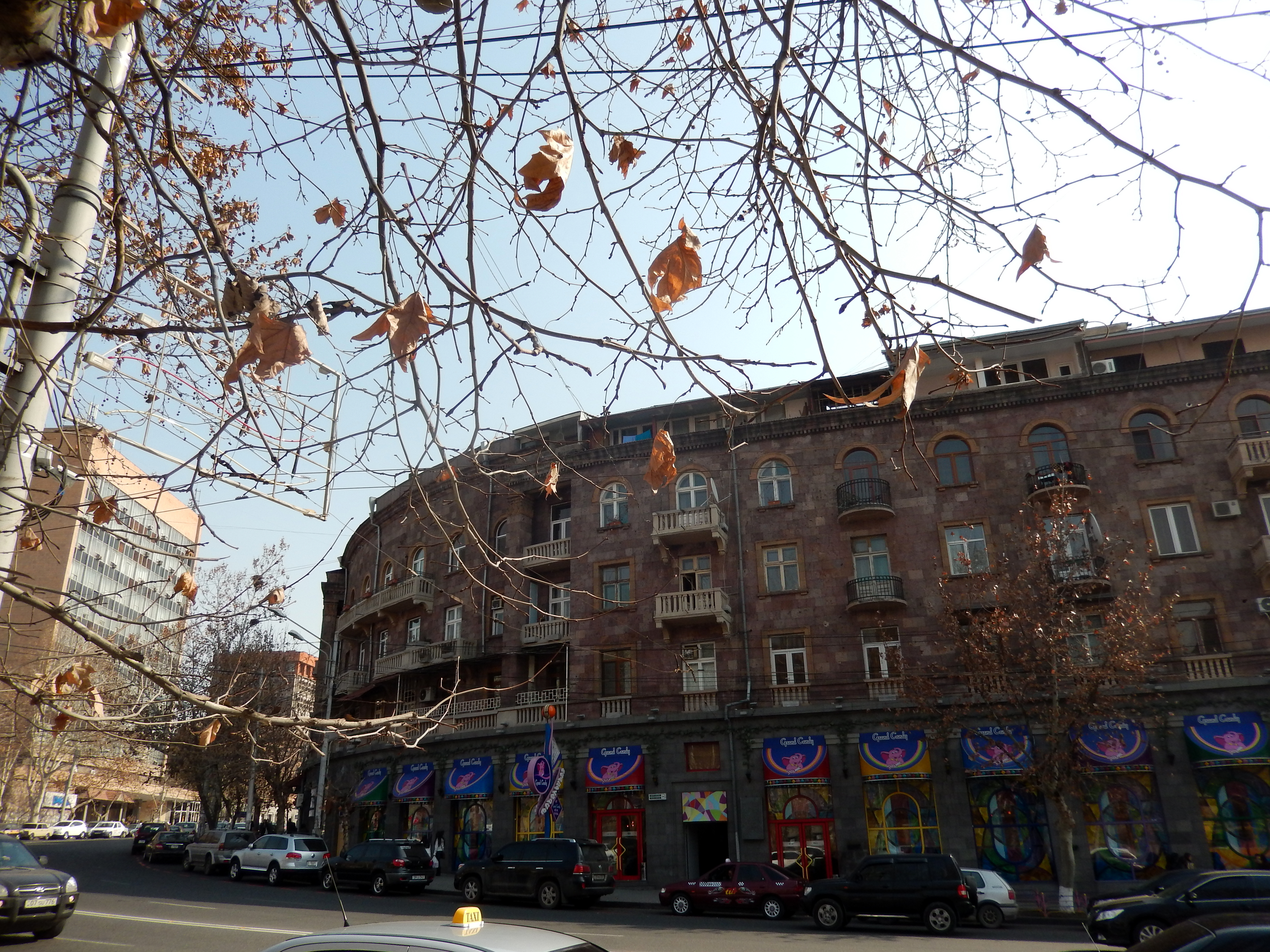
L'immeuble Ponchikanots à l'angle de l'avenue Mashtots et de la rue Koryun

Avec son mari, Ter-Avetikian conçoit les postes d'incendie et de police d'Erevan et la salle de cinéma « Sasuntsi Tavit » (David de Sassoun). La salle est détruite par la suite. En 1938, l'une de ses créations obtient la reconnaissance à l'exposition internationale de Paris sur « la Femme dans l'art et l'art populaire ». La même année, Anna Ter-Avetikian est désignée Lauréate de la Revue All-Union sur la créativité technique des femmes architectes (russe : Лауреат Всесоюзных смотров творчества женщин-архитекторов). Entre 1941 et 1943, elle officie comme Présidente de l'Union arménienne des Architectes. Son design pour le bâtiment des cinéastes lui vaut le premier prix dans le Concours d'architectes féminins de l'URSS édition 1948. Le bâtiment, est souvent connu sous le nom de l'immeuble Ponchikanots, parce qu'il a abrité l'un des premiers cafés d'Erevan à servir des « ponchiks », une sorte de pâtisserie locale,.

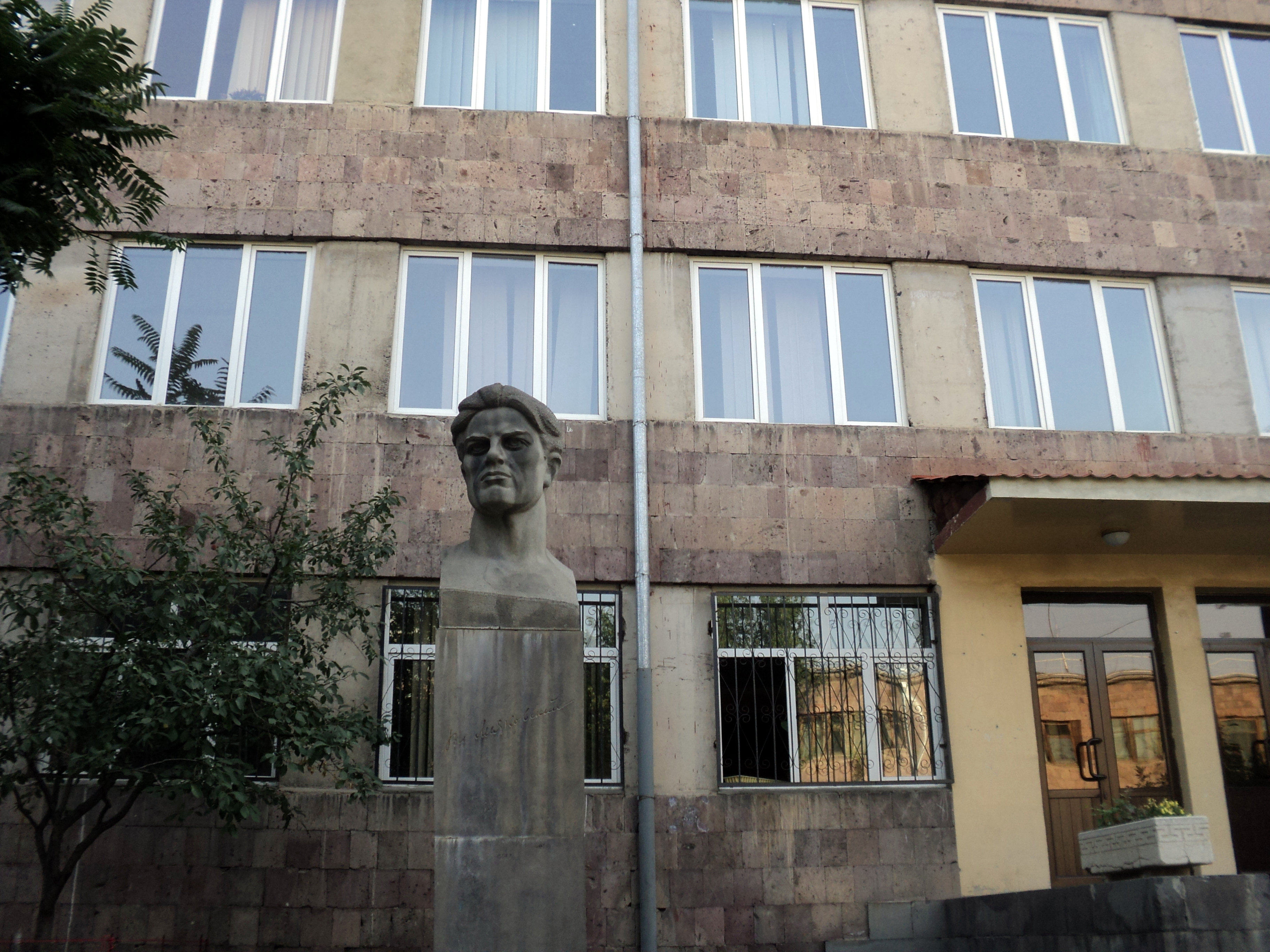
L'école no 7 de Vladimir Maïakovski, Erevan, conçue par Ter-Avetikian

Pendant ses années d'activité, Anna Ter-Avetikian construit des bâtiments abritant bureaux et des immeubles résidentiels, ainsi que des écoles et des hôpitaux. Parmi certaines de ses créations, on peut compter le studio de cinéma Armenfilm à l'angle de l'avenue Lénine et de Kirov à Erevan ; l'immeuble du ministère du Commerce ; le bâtiment NKVD à Erevan ; l'Institut de langues R. Acharyan à Erevan ; des écoles à Etchmiadzine, Kirovakan, Leninakan, Stepanavan et Erevan ; un hôpital à Nor Bayazet. Ses créations sont connues pour leur composition classique et leurs éléments décoratifs, mais avec des traits résolument nationalistes de l'architecture arménienne. Elle acquiert une réputation pour ses structures d'angle et sa capacité à concevoir en harmonie avec les espaces environnants et également en utilisant des éléments tels que des arcades concaves pour compenser les lignes droites d'une rue.

### Distinctions
En 1945, Ter-Avetikian est reconnue par le Soviet suprême de la république socialiste soviétique d'Arménie et, en 1956, elle est de nouveau désignée comme lauréat de la revue All-Union. En 1968, Ter-Avetikian devient une architecte émérite et c'est en 1972 qu'elle prend sa retraite. Après avoir obtenu son indépendance de l'Union soviétique, l'Arménie devenue république d'Arménie accorde à Anna Ter-Avetikian la reconnaissance publique. En 2002, elle reçoit la médaille d'or Alexandre Tamanian. À l'occasion de son 100e anniversaire en 2008, elle obtient la médaille d'or de la ville d'Erevan. En 2012, Elle fait l'objet d'un article paru dans le magazine Architecture, Construction (Архитектура, строительство dans lequel son travail est comparé à celui du célèbre centenaire et architecte brésilien Oscar Niemeyer.

### Mort et héritage
Ter-Avetikian est décédée le 16 janvier 2013 à Erevan, en Arménie. Elle a conçu plus de quarante bâtiments dans toute l'Arménie, y compris le point de repère Immeuble Ponchikanots.